# صخر فتاتي

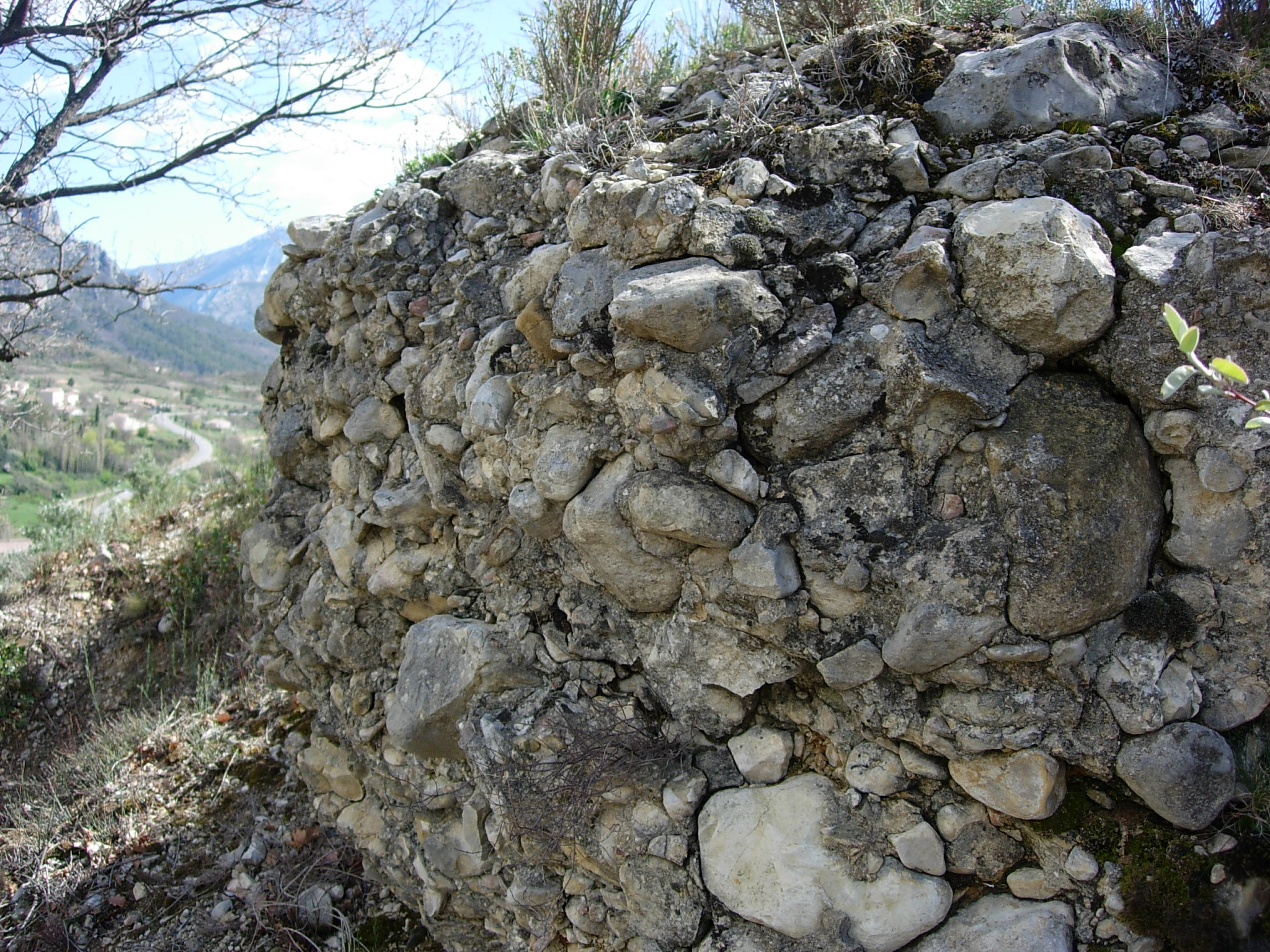

الصخور الفتاتية أو الصخور التفكيكية تتكون من شظايا وفتات الصخور الموجودة من قبل. يستخدم الجيولوجيون مصطلح فتاتي أو تفكيكي للإشارة إلى الصخور الرسوبية وكذلك للجزيئات في الرواسب المنتقلة سواء في التعليق كحمل سريري أو كتراكم رواسب.